# Stabilimenti De Paolis
Gli Stabilimenti De Paolis, ribattezzati a partire dal 1997 STUDIOS, sono un complesso di studi cinematografici e di studi televisivi di Roma.

## Storia

Angelo De Paolis.

Nel 1938 l’imprenditore romano Angelo De Paolis (1899-1985), anche alla luce di un’ordinanza che vietava l’accentramento dell’industria pesante nel perimetro metropolitano di Roma, incarica l’architetto e scenografo Antonio Valente di ricavare dei teatri di posa dai due capannoni e dalla palazzina degli uffici di una fabbrica d’acciaio di sua proprietà sita al terzo chilometro della via Tiburtina, nel quartiere di Pietralata.
A causa dello scoppio della Seconda guerra mondiale, i teatri iniziano a essere materialmente costruiti soltanto nel 1943, ad opera della società Elica, la quale tuttavia non può portare a termine il proprio lavoro poiché il bombardamento alleato del 3 marzo 1944, oltre a distruggere l’allora dirimpettaia azienda edile Fiorentini, provocando complessivamente 186 vittime, rade al suolo i teatri in via di edificazione.
L’attività degli Stabilimenti De Paolis - IN.CI.R. (Industrie Cinematografiche Romane) inizia pertanto nel 1947, quando, nel Teatro n. 2, venne girato il film Accidenti alla guerra!... di Giorgio Simonelli, con Nino Taranto, Luisa Rossi e Galeazzo Benti.

Miniatura degli Stabilimenti De Paolis (anni Cinquanta del XX secolo).

Da quel momento, la De Paolis, come veniva (e viene tuttora, malgrado il cambio di nome) abitualmente chiamata, diventa un punto di riferimento imprescindibile per il cinema italiano, tanto che nei suoi dieci teatri di posa - il cui fiore all’occhiello era rappresentato dall’amplissimo Teatro n. 5 (successivamente ribattezzato Teatro n. 6), a lungo il più grande d'Europa con i suoi 250 metri di lunghezza e 70 di larghezza - fu girato tra gli anni Cinquanta e gli anni Ottanta un numero esorbitante di pellicole, non solo di carattere commerciale ma anche firmate da maestri del cinema come, tra i tanti, Federico Fellini (Lo sceicco bianco, Boccaccio '70), Luchino Visconti (Gruppo di famiglia in un interno), Pier Paolo Pasolini (Accattone, Mamma Roma, Il Vangelo secondo Matteo, Uccellacci e uccellini), Mauro Bolognini (Il bell'Antonio, La viaccia), Michelangelo Antonioni (Deserto rosso, Identificazione di una donna), Dario Argento (L'uccello dalle piume di cristallo, Profondo rosso, Suspiria) e Nanni Moretti (Bianca).

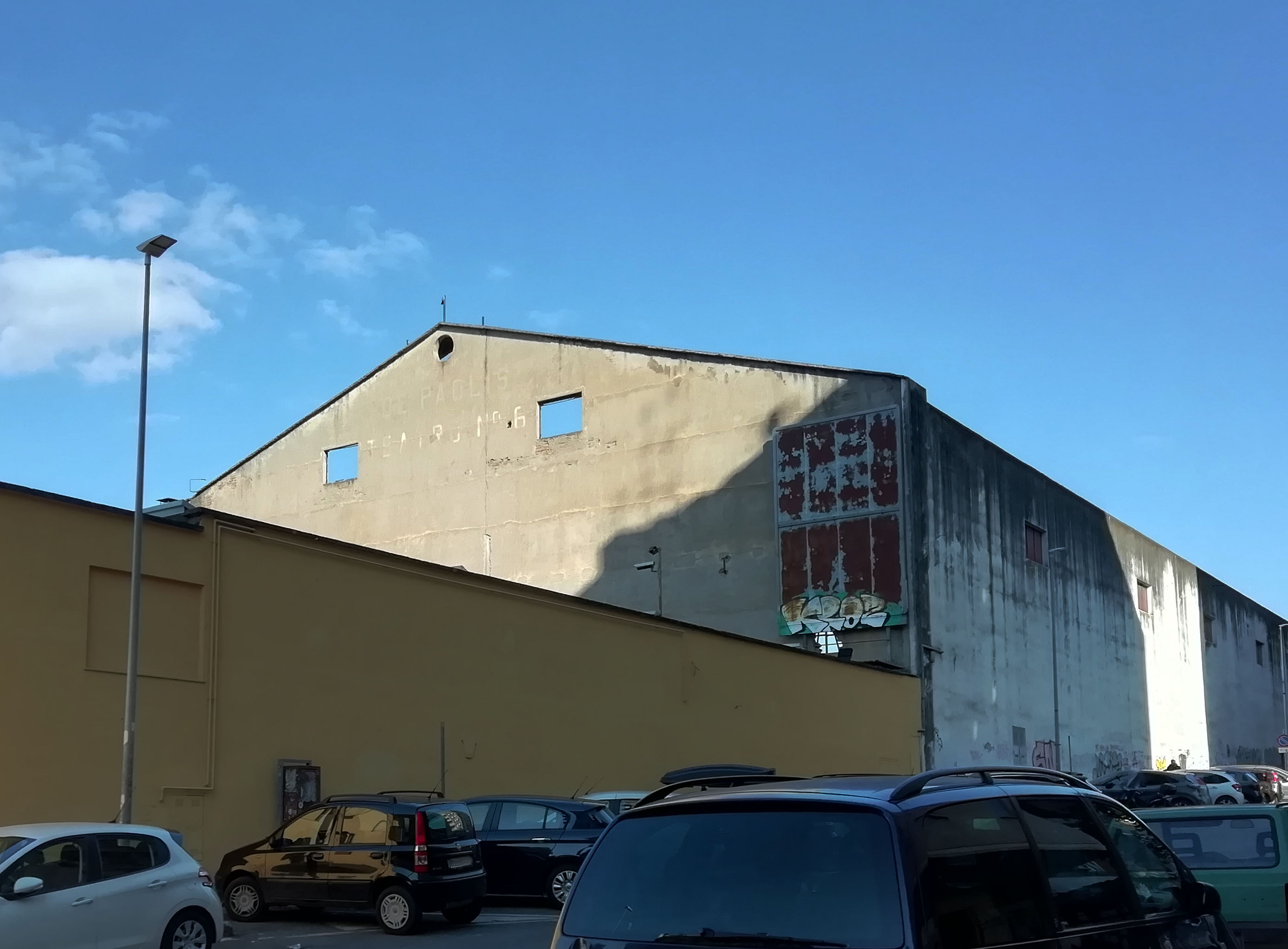
Il Teatro n. 6 (ex Teatro n. 5) degli Stabilimenti De Paolis.

Nel periodo di massimo fulgore, gli Stabilimenti De Paolis dispongono anche di una succursale situata nella campagna di Pietralata, in via delle Messi d’Oro: qui vengono girate scene all’aperto come quelle di tanti western all’italiana o come la famosa sequenza felliniana di Boccaccio '70 con Anita Ekberg e Peppino De Filippo, ambientata all'Eur e avente per protagonista un enorme cartellone pubblicitario che reclamizza del latte.

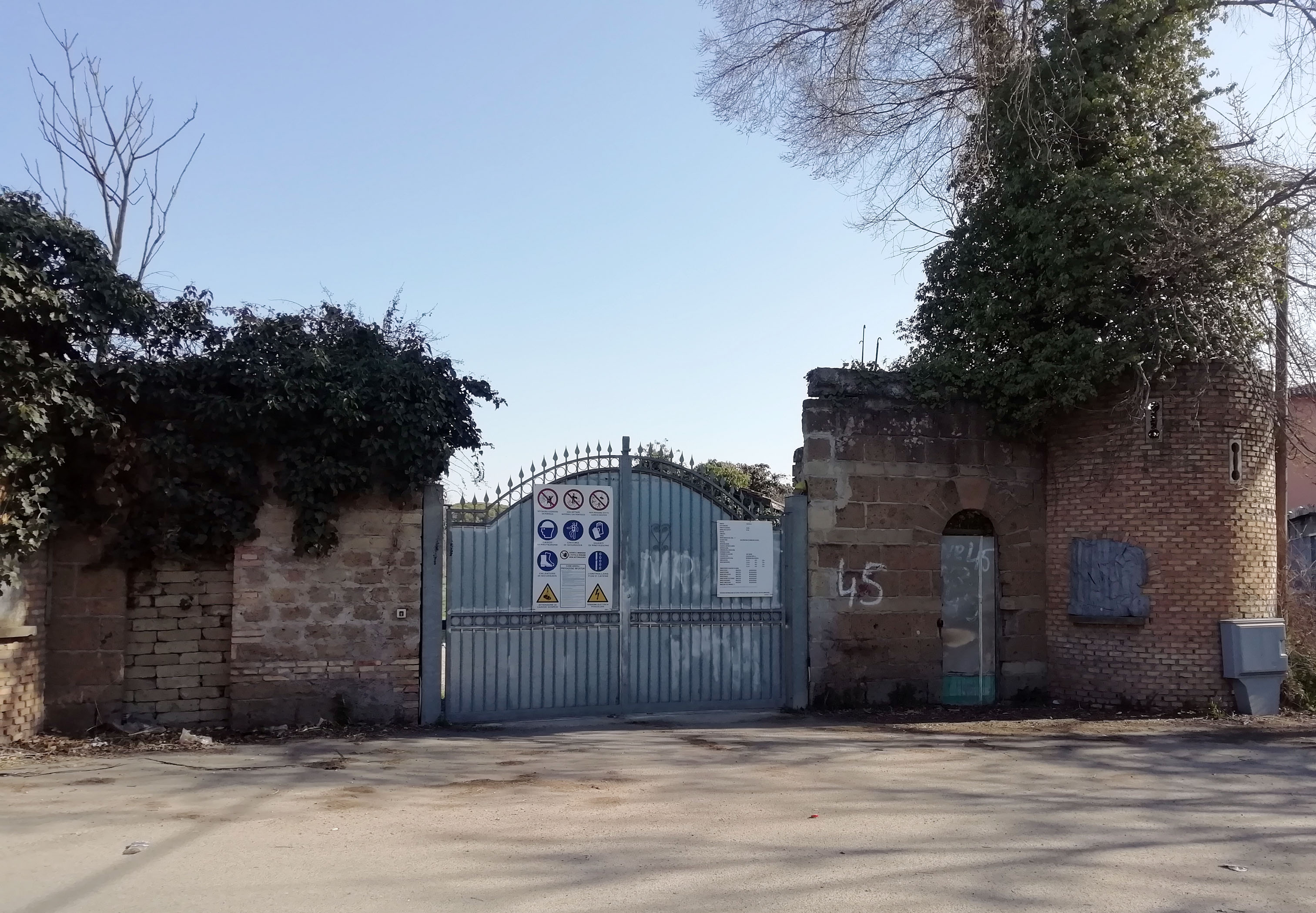
L'entrata della succursale degli Stabilimenti De Paolis in via delle Messi d'Oro.

Il declino, per la De Paolis, comincia nei primi anni Ottanta, in coincidenza con la crisi del cinema di genere italiano. Declino aggravato dal non poter contare, a differenza di Cinecittà, sul fondo di dotazione annuale dell’Ente gestione cinema. Nel 1991, ultimate le riprese della pellicola Un orso chiamato Arturo, diretta da Sergio Martino, la De Paolis chiude i battenti, per riaprirli nel 1997 grazie all’iniziativa dell’imprenditore capitolino Daniele Taddei, il quale li affitta e, cambiandogli nome in STUDIOS, li rilancia destinandoli soprattutto alle produzioni televisive (sia programmi di intrattenimento sia fiction).
In particolare, negli anni 2000, sono stati trasmessi vari programmi dell'access prime time di Rai 1 tra cui Affari tuoi, Soliti ignoti - Identità nascoste fino al 2011, la prima edizione de Il malloppo, La botola, e Colpo d'occhio - L'apparenza inganna più alcune edizioni di I migliori anni.
Per Canale 5 sono state realizzate Fattore C, le edizioni 2015 e 2018 di Scherzi a parte e alcune edizioni di Maurizio Costanzo Show e Non è l'Arena per LA7.
Attualmente (stagione 2024-2025) ospita i programmi: Dimartedì, Propaganda Live e Famiglie d'Italia (per LA7), Don't Forget the Lyrics! - Stai sul pezzo per il Nove e Dalla strada al palco per Rai 1.

## La Icet-De Paolis
Nel 1961 il commendator Angelo De Paolis si associa con la famiglia Corti, che nel 1955 aveva rilevato gli studi milanesi Icet, dando vita agli stabilimenti Icet-De Paolis, localizzati nel quartiere meneghino della Barona. Nel 1965, su impulso dell’avvocato Francesco Corti, gli impianti vengono trasferiti a Cologno Monzese e viene fondato l’imponente complesso Cinelandia, un polo cinematografico di 25mila metri quadri che nel 1983 sarà acquistato dal gruppo Fininvest di Silvio Berlusconi.

## Gli incendi del 1959, del 1968 e del 1971
Gli Stabilimenti De Paolis sono stati danneggiati da tre incendi nel 1959, nel 1968 e nel 1971. Se il primo, generato da un cortocircuito nel Teatro n. 1 e domato dai vigili del fuoco nell'arco di un paio d'ore, non causò gravi conseguenze, particolarmente devastante è stato il secondo rogo, verificatosi il 6 settembre del 1968 nel Teatro n. 5, sul set del film Gli intoccabili di Giuliano Montaldo. «Il fuoco è divampato verso le 14 di oggi a causa di un corto circuito», si legge sul Corriere della Sera del 7 settembre 1968, «I danni, secondo una prima valutazione, sarebbero di oltre un miliardo. Scene di panico si sono avute mentre intervenivano sul posto i vigili del fuoco, che hanno circoscritto e spento le fiamme nel giro di un’ora». Pur non producendo vittime, l’incendio distrugge completamente il tetto del Teatro n. 5, che da quel momento in poi rimarrà un teatro all’aperto. 

L'intervento dei vigili del fuoco durante l'incendio del 1968 agli Stabilimenti De Paolis.

Il terzo incendio si registra nella mattinata del 27 febbraio 1971, presso il Teatro n. 4, sul set del film Il provinciale di Luciano Salce, con Gianni Morandi e Maria Grazia Buccella. «Sembra che le fiamme si siano sprigionate per un cortocircuito ed abbiano trovato facile esca nella grande quantità di legno e cartapesta che era nel teatro di posa. Sul posto sono accorsi, in forze, i vigili del fuoco ed il traffico sulla Tiburtina è stato deviato. I danni sono molto ingenti. Da una prima sommaria valutazione, si stimano nell’ordine di mezzo miliardo».

## Studi televisivi e programmi
Il centro dispone di 10 studi televisivi, dalla stagione televisiva 2024/2025 i programmi realizzati nel centro sono:
- Teatro 1 (177 m²): -attualmente nessuna produzione-
- Teatro 2 (358 m²): Propaganda Live (in diretta)
- Teatro 3 (751 m²): dimartedì (in diretta)
- Teatro 4 (493 m²): Don't Forget the Lyrics! - Stai sul pezzo (registrazione)
- Teatro 5 (3050 m²): -attualmente nessuna produzione-
- Teatro 6 (398 m²): -attualmente nessuna produzione-
- Teatro 7 (1244 m²): Famiglie d'Italia (registrazione)
- Teatro 8 (1105 m²): -attualmente nessuna produzione-
- Teatro 9 (1090 m²): Dalla strada al palco (registrazione)
- Teatro 10 (1380 m²): -attualmente nessuna produzione-

## Scene di film e di programmi televisivi in cui compaiono gli Stabilimenti De Paolis
- Nel film Mai ti scorderò di Giuseppe Guarino (1956) la giovane attrice Maria, impersonata da Jacqueline Collard, viene a un certo punto investita da un'automobile: la scena si svolge in via Tiburtina, di fronte agli Stabilimenti De Paolis.
- Nel film Totò, Peppino e le fanatiche, diretto nel 1958 da Mario Mattoli, il cortile del manicomio in cui sono rinchiusi Antonio Vignanelli (Totò) e Peppino Caprioli (Peppino De Filippo) è in realtà un ambiente degli Stabilimenti De Paolis. Non a caso, nella scena iniziale della pellicola, in cui i due incontrano un giornalista interpretato da Enzo Garinei, quest'ultimo, subito dopo essere uscito dalla casa di cura, viene colpito da una pietra - scagliata da Totò attraverso le sbarre di un cancello - mentre si trova in via Tiburtina, proprio davanti all'entrata della De Paolis.
- Gli Stabilimenti De Paolis compaiono, sia la parte esterna su via Tiburtina sia alcuni ambienti di quella interna, in una sequenza di inseguimento tra automobili presente nel film Taxi Girl di Michele Massimo Tarantini (1977).
- Nell'episodio Prete per forza - diretto e interpretato da Walter Chiari - del film Ride bene... chi ride ultimo (1977) il figurante Loris Martegani (Chiari) viene scambiato per un vero sacerdote da un uomo colpito da un malore di fronte agli Stabilimenti De Paolis.
- Nel film Sono fotogenico di Dino Risi (1980), con Renato Pozzetto, gli studi cinematografici in cui Antonio Barozzi, il personaggio interpretato da Pozzetto, lavora come comparsa sono gli Stabilimenti De Paolis.
- In una scena del film Bollenti spiriti (1981) di Giorgio Capitani gli uffici pignorati dell'imprenditore Giovanni degli Uberti (Johnny Dorelli) si trovano all'interno degli Stabilimenti De Paolis.
- Nel documentario televisivo Riso in bianco. Nanni Moretti atleta di se stesso (1984), diretto da Marco Colli e andato in onda in due puntate su Rai 3 all'interno del programma Che fai, ridi?, un uomo giapponese, impersonato da Gianni Di Gregorio, cerca Nanni Moretti (chiamandolo Nanni Moletti) negli Stabilimenti De Paolis, di cui viene inquadrata anche l'entrata su via Tiburtina.
- Nel film Giochi d'equilibrio di Amedeo Fago (1998) un regista (impersonato da Remo Girone) dirige all'interno degli Stabilimenti De Paolis un film autobiografico interpretato da Gianmarco Tognazzi e Stefania Rocca.
- Nel film I migliori giorni (2023) appaiono nel quarto segmento intitolato 8 Marzo come luogo dove viene ripresa la trasmissione fittizia "La nostra Italia".

## Curiosità
- L’attore Salvatore Baccaro lavorava come fioraio ambulante, assieme alla madre, tra via Tiburtina e via delle Cave di Pietralata, a poche centinaia di metri dalla De Paolis. Notato da qualche professionista, fu introdotto nel 1969 nel mondo del cinema, girando decine di film come caratterista ma seguitando, nel contempo, a svolgere l’attività di fioraio.
- Sul finire degli anni Settanta, Italo Zingarelli avviò presso il Teatro n. 6 della De Paolis il primo centro italiano dedicato agli effetti speciali. Nella circostanza fu effettuata, per il film L'uomo puma di Alberto De Martino, la prima ripresa nella storia con proiezione frontale assiale a otto perforazioni. L’esperienza del centro ebbe tuttavia brevissima vita.
- All'inizio di marzo del 2001 la Guardia di Finanza di Roma confiscò a Enrico Nicoletti (1936-2020), noto come il Cassiere della Banda della Magliana, beni per oltre 300 miliardi di lire: tra questi figuravano anche gli Stabilimenti De Paolis.

L'entrata degli Stabilimenti De Paolis nel 1994.

- Sul numero di maggio 2022 del mensile linus, in gran parte dedicato a Dario Argento, il regista romano è protagonista di Argento tenebra, un fumetto horror di due tavole, scritto da Giuseppe Pollicelli e disegnato da Sudario Brando (pseudonimo di Francesco Siena), ambientato nella De Paolis degli anni Settanta.